# Merschbach
Merschbach là một đô thị ở huyện Bernkastel-Wittlich, trong bang Rheinland-Pfalz, Đô thị Merschbach có diện tích 3,2 km², dân số thời điểm ngày 31 tháng 12 năm 2006 là 48 người.